# 河東祐大

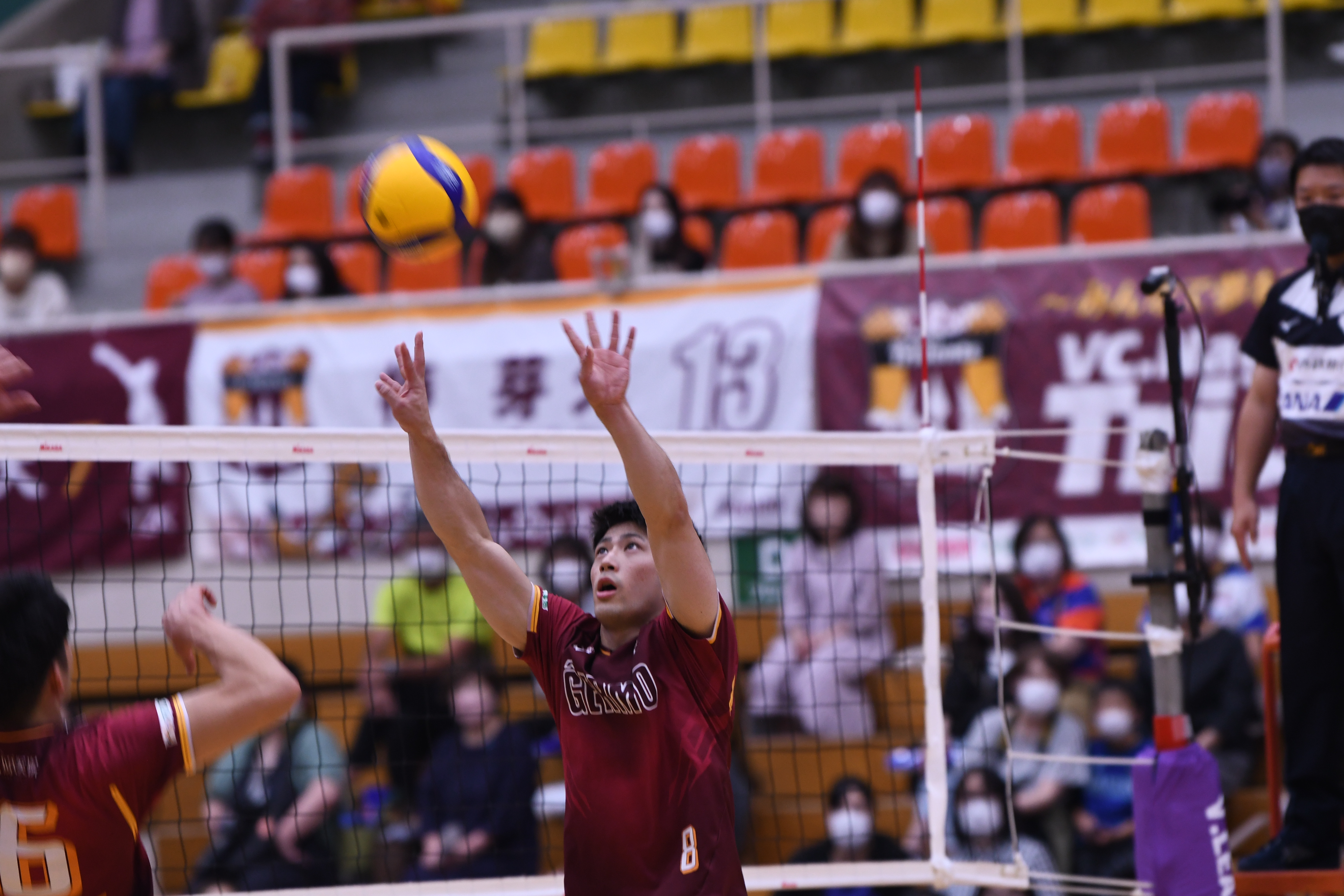

河東 祐大（かわひがし ゆうだい、1998年2月7日 - ）は、日本の男子バレーボール選手である。

## 来歴
鹿児島県鹿児島市出身。小学1年生の頃、姉の影響でバレーボールを始める。
鹿児島商業高等学校、日本体育大学を経て、2019年、VC長野トライデンツに内定し、2020年に入団。
2020-21シーズン、最優秀新人賞を受賞。
2021-22シーズン、2021年11月14日、ホームゲームの撤収作業中に鼻骨骨折するアクシデントに遭い、11月26日に手術を行った。シーズン中の2022年1月12日に、VC長野を退団すると発表された。プロ契約していた戸嵜嵩大など、河東を含めて計4名がチームを退団する事態であった。
2022年7月1日、ジェイテクトSTINGSに入団したと発表された。

## 所属チーム
- 鹿児島商業高等学校（2013-2016年）
- 日本体育大学（2016-2020年）
- VC長野トライデンツ（2020-2021年）
- ジェイテクトSTINGS/ジェイテクトSTINGS愛知（2022年-）

## 受賞歴
- 2021年 - 2020-21 V.LEAGUE DIVISION1 最優秀新人賞